# Cătălin Popa (Schiedsrichter)
Cătălin Sorin Popa (* 8. November 1981 in Pitești) ist ein rumänischer Fußballschiedsrichter.
Popa leitet seit der Saison 2009/10 Spiele in der rumänischen Liga 1. Insgesamt war er bislang bereits bei mehr als 150 Ligaspielen im Einsatz.
Seit 2023 steht er als Videoschiedsrichter (VAR) auf der Liste der FIFA-Schiedsrichter. Als Hauptschiedsrichter ist er international nicht im Einsatz.
Am 24. Mai 2023 leitete Popa das Finale der Cupa României 2022/23 zwischen Sepsi OSK Sfântu Gheorghe und Universitatea Cluj (0:0 n. V., 5:4 i. E.).
Im April 2024 wurde Popa als Videoschiedsrichter für die Europameisterschaft 2024 in Deutschland nominiert.